# Moorestown-Lenola (Nova Jersey)
Moorestown-Lenola és una concentració de població designada pel cens dels Estats Units a l'estat de Nova Jersey. Segons el cens del 2000 tenia 13.860 habitants.

## Demografia
Segons el cens del 2000, Moorestown-Lenola tenia 13.860 habitants, 5.250 habitatges, i 3.827 famílies. La densitat de població era de 760,1 habitants/km².
Dels 5.250 habitatges en un 34,7% hi vivien nens de menys de 18 anys, en un 59,5% hi vivien parelles casades, en un 10,9% dones solteres, i en un 27,1% no eren unitats familiars. En el 23,2% dels habitatges hi vivien persones soles el 10,9% de les quals corresponia a persones de 65 anys o més que vivien soles. El nombre mitjà de persones vivint en cada habitatge era de 2,59 i el nombre mitjà de persones que vivien en cada família era de 3,07.
Per edats la població es repartia de la següent manera: un 26,4% tenia menys de 18 anys, un 4,7% entre 18 i 24, un 25,6% entre 25 i 44, un 25,7% de 45 a 60 i un 17,6% 65 anys o més.
L'edat mediana era de 41 anys. Per cada 100 dones de 18 o més anys hi havia 83,8 homes.
La renda mediana per habitatge era de 68.770 $ i la renda mediana per família de 79.953 $. Els homes tenien una renda mediana de 60.486 $ mentre que les dones 34.847 $. La renda per capita de la població era de 34.311 $. Aproximadament el 3% de les famílies i el 4,3% de la població estaven per davall del llindar de pobresa.

## Poblacions més properes
El següent diagrama mostra les poblacions més properes.